# Torneo Apertura 2014 (Guatemala)
El Torneo Apertura 2014 fue el 31.º torneo corto del fútbol guatemalteco, dando inicio a la temporada 2014-15 de la Liga Nacional de Fútbol de Guatemala.

## Cambios
- Los equipos Deportivo Petapa y Deportivo Guastatoya ocuparan las plazas dejadas por Deportivo Mictlán y Deportivo Iztapa.
- El equipo Antigua GFC compró la ficha Heredia Jaguares.

## Estadios
| Club: Comunicaciones Fútbol Club         |  | Club: Club Social y Deportivo Municipal |  | Club: Deportivo Petapa               |  | Club: Universidad SC                        |
| ---------------------------------------- |  | --------------------------------------- |  | ------------------------------------ |  | ------------------------------------------- |
| Ciudad: Ciudad de Guatemala              |  | Ciudad: Ciudad de Guatemala             |  | Ciudad: San Miguel Petapa            |  | Ciudad: Ciudad de Guatemala                 |
| Departamento: Guatemala                  |  | Departamento: Guatemala                 |  | Departamento: Guatemala              |  | Departamento: Guatemala                     |
| Estadio: Estadio Cementos Progreso       |  | Estadio: Estadio Manuel Felipe Carrera  |  | Estadio: Estadio Julio Armando Cobar |  | Estadio: Estadio Revolución                 |
| Capacidad: 15.000                        |  | Capacidad: 10.000                       |  | Capacidad: 6.000                     |  | Capacidad: 4.000                            |
| '                                        |  | '                                       |  | '                                    |  | '                                           |
|                                          |  |                                         |  |                                      |  |                                             |
| Club: Club Social y Deportivo Coatepeque |  | Club: Xelajú Mario Camposeco            |  | Club: Deportivo Malacateco           |  | Club: Deportivo Marquense                   |
| Ciudad: Coatepeque                       |  | Ciudad: Quetzaltenango                  |  | Ciudad: Malacatán                    |  | Ciudad: San Marcos                          |
| Departamento: Quetzaltenango             |  | Departamento: Quetzaltenango            |  | Departamento: San Marcos             |  | Departamento: San Marcos                    |
| Estadio: Estadio Israel Barrios          |  | Estadio: Estadio Mario Camposeco        |  | Estadio: Estadio Santa Lucía         |  | Estadio: Estadio Marquesa de la Ensenada    |
| Capacidad: 18,000                        |  | Capacidad: 12,500                       |  | Capacidad: 5.000                     |  | Capacidad: 8.000                            |
| '                                        |  | '                                       |  | '                                    |  | '                                           |
|                                          |  |                                         |  |                                      |  |                                             |
| Club: Deportivo Guastatoya               |  | Club: Halcones F.C.                     |  | Club: Antigua GFC                    |  | Club: Club Social y Deportivo Suchitepéquez |
| Ciudad: Guastatoya                       |  | Ciudad: La Democracia                   |  | Ciudad: Antigua Guatemala            |  | Ciudad: Mazatenango                         |
| Departamento: El Progreso                |  | Departamento: Huehuetenango             |  | Departamento: Sacatepéquez           |  | Departamento: Suchitepéquez                 |
| Estadio: Estadio David Cordón Hichos     |  | Estadio: Estadio Comunal de La Mesilla  |  | Estadio: Estadio Pensativo           |  | Estadio: Estadio Carlos Salazar Hijo        |
| Capacidad: 3.500                         |  | Capacidad: 3.000                        |  | Capacidad: 8.000                     |  | Capacidad: 10.000                           |
| '                                        |  | '                                       |  | '                                    |  | '                                           |

## Equipos por departamento
| Departamento   | N.º | Equipos                                 |
| -------------- | --- | --------------------------------------- |
| Guatemala      | 4   | Comunicaciones, Municipal, Petapa, USAC |
| Quetzaltenango | 2   | Coatepeque, Xelajú                      |
| San Marcos     | 2   | Malacateco, Marquense                   |
| El Progreso    | 1   | Guastatoya                              |
| Huehuetenango  | 1   | Halcones                                |
| Sacatepéquez   | 1   | Antigua                                 |
| Suchitepéquez  | 1   | Suchitepéquez                           |

## Fase de clasificación
|  | Pos. | Equipos             | PJ | PG | PE | PP | GF | GC | Dif. | PTS | Clasificación                 |
|  | ---- | ------------------- | -- | -- | -- | -- | -- | -- | ---- | --- | ----------------------------- |
|  | 1º   | Comunicaciones      | 22 | 13 | 4  | 5  | 34 | 15 | 19   | 43  | Semifinales                   |
|  | 2º   | Marquense           | 22 | 13 | 3  | 6  | 30 | 19 | 11   | 42  | Semifinales                   |
|  | 3º   | Municipal           | 22 | 11 | 6  | 5  | 37 | 19 | 18   | 39  | Reclasificación a semifinales |
|  | 4º   | Suchitepéquez       | 22 | 9  | 4  | 9  | 28 | 28 | 0    | 31  | Reclasificación a semifinales |
|  | 5º   | Petapa              | 22 | 9  | 3  | 10 | 35 | 32 | 3    | 30  | Reclasificación a semifinales |
|  | 6º   | Antigua GFC         | 22 | 7  | 9  | 6  | 24 | 21 | 3    | 30  | Reclasificación a semifinales |
|  | 7º   | Xelajú MC           | 22 | 8  | 6  | 8  | 29 | 29 | 0    | 30  |                               |
|  | 8º   | Universidad SC      | 22 | 7  | 5  | 10 | 25 | 28 | -3   | 26  |                               |
|  | 9°   | Malacateco          | 22 | 5  | 11 | 6  | 21 | 24 | -3   | 26  |                               |
|  | 10º  | Guastatoya          | 22 | 7  | 4  | 11 | 20 | 31 | -11  | 25  |                               |
|  | 11º  | Halcones La Mesilla | 22 | 6  | 5  | 11 | 24 | 42 | -18  | 23  |                               |
|  | 12º  | Coatepeque          | 22 | 3  | 8  | 10 | 15 | 34 | -19  | 17  |                               |
|  |      |                     |    |    |    |    |    |    |      |     |                               |

## Calendario
| Deportivo Petapa        | 4 - 0 | Deportivo Guastatoya | Estadio Julio Armando Cobar   | 19 de julio |
| Municipal               | 4 - 1 | Xelajú M.C.          | Estadio Manuel Felipe Carrera | 20 de julio |
| Deportivo Suchitepéquez | 3 - 1 | Deportivo Malacateco | Estadio Carlos Salazar Hijo   | 20 de julio |
| Universidad SC          | 2 - 1 | Antigua GFC          | Estadio Revolución            | 20 de julio |
| Deportivo Coatepeque    | 0 - 1 | Deportivo Marquense  | Estadio Israel Barrios        | 20 de julio |
| Halcones                | 2 - 2 | Comunicaciones       | Estadio Comunal de La Mesilla | 20 de julio |

| Comunicaciones       | 2 - 0 | Deportivo Coatepeque    | Estadio Cementos Progreso       | 26 de julio |
| Deportivo Marquense  | 2 - 1 | Deportivo Suchitepéquez | Estadio Marquesa de la Ensenada | 26 de julio |
| Xelajú M.C.          | 4 - 2 | Halcones                | Estadio Mario Camposeco         | 26 de julio |
| Deportivo Malacateco | 2 - 0 | Deportivo Petapa        | Estadio Santa Lucía             | 27 de julio |
| Deportivo Guastatoya | 3 - 2 | Universidad SC          | Estadio David Cordón Hichos     | 27 de julio |
| Antigua GFC          | 1 - 1 | Municipal               | Estadio Pensativo               | 30 de julio |

| Deportivo Petapa        | 1 - 0 | Universidad SC       | Estadio Julio Armando Cobar     | 2 de agosto |
| Deportivo Marquense     | 4 - 0 | Deportivo Malacateco | Estadio Marquesa de la Ensenada | 2 de agosto |
| Deportivo Suchitepéquez | 1 - 0 | Comunicaciones       | Estadio Carlos Salazar Hijo     | 3 de agosto |
| Municipal               | 2 - 1 | Deportivo Guastatoya | Estadio Manuel Felipe Carrera   | 3 de agosto |
| Halcones                | 1 - 1 | Antigua GFC          | Estadio Comunal de La Mesilla   | 3 de agosto |
| Coatepeque              | 2 - 3 | Xelajú M.C.          | Estadio Israel Barrios          | 3 de agosto |

| Deportivo Petapa     | 2 - 1 | Municipal               | Estadio Julio Armando Cobar | 8 de agosto |
| Universidad SC       | 3 - 2 | Deportivo Malacateco    | Estadio Revolución          | 9 de agosto |
| Antigua GFC          | 1 - 1 | Deportivo Coatepeque    | Estadio Pensativo           | 9 de agosto |
| Xelajù M.C.          | 2 - 0 | Deportivo Suchitepèquez | Estadio Mario Camposeco     | 9 de agosto |
| Deportivo Guastatoya | 2 - 0 | Halcones                | Estadio David Cordón Hichos | 9 de agosto |
| Comunicaciones       | 5 - 0 | Deportivo Marquense     | Estadio Cementos Progreso   | 9 de agosto |

| Deportivo Marquense  | 2 - 1 | Xelajù M.C.          | Estadio Marquesa de la Ensenada | 16 de agosto     |
| Suchitepèquez        | 2 - 1 | Antigua GFC          | Estadio Carlos Salazar Hijo     | 17 de agosto     |
| Deportivo Coatepeque | 2 - 1 | Deportivo Guastatoya | Estadio Israel Barrios          | 17 de agosto     |
| Halcones FC          | 3 - 1 | Deportivo Petapa     | Estadio Comunal de La Mesilla   | 13 de septiembre |
| Deportivo Malacateco | 0 - 1 | Comunicaciones FC    | Estadio Santa Lucía             | 17 de septiembre |
| Municipal            | 1 - 0 | Universidad SC       | Estadio Manuel Felipe Carrera   | 1 de octubre     |

| Universidad SC       | 2 - 0 | Halcones FC             | Estadio Revolución            | 23 de agosto |
| Municipal            | 1 - 1 | Malacateco              | Estadio Manuel Felipe Carrera | 24 de agosto |
| Xelajú M.C.          | 1 - 3 | Comunicaciones FC       | Estadio Mario Camposeco       | 24 de agosto |
| Deportivo Guastatoya | 3 - 0 | Deportivo Suchitepéquez | Estadio David Cordón Hichos   | 24 de agosto |
| Antigua GFC          | 0 - 1 | Deportivo Marquense     | Estadio Pensativo             | 26 de agosto |
| Deportivo Petapa     | 1 - 0 | Deportivo Coatepeque    | Estadio Julio Armando Cobar   | 1 de octubre |

| Deportivo Marquense     | 2 - 0 | Deportivo Guastatoya | Estadio Marquesa de la Ensenada | 30 de agosto  |
| Deportivo Malacateco    | 1 - 1 | Xelajú M.C.          | Estadio Santa Lucía             | 31 de agosto  |
| Deportivo Suchitepéquez | 1 - 3 | Deportivo Petapa     | Estadio Carlos Salazar Hijo     | 31 de agosto  |
| Deportivo Coatepeque    | 0 - 0 | Universidad SC       | Estadio Israel Barrios          | 31 de agosto  |
| Comunicaciones FC       | 3 - 0 | Antigua GFC          | Estadio Cementos Progreso       | 1 de octubre  |
| Halcones FC             | 1 - 0 | Municipal            | Estadio Comunal de La Mesilla   | 22 de octubre |

| Deportivo Petapa     | 3 - 1 | Deportivo Marquense     | Estadio Julio Armando Cobar   | 20 de septiembre |
| Universidad SC       | 0 - 0 | Deportivo Suchitepéquez | Estadio Revolución            | 21 de septiembre |
| Antigua GFC          | 0 - 0 | Xelajú M.C.             | Estadio Pensativo             | 21 de septiembre |
| Municipal            | 6 - 0 | Deportivo Coatepeque    | Estadio Manuel Felipe Carrera | 21 de septiembre |
| Deportivo Guastatoya | 1 - 0 | Comunicaciones          | Estadio David Cordón Hichos   | 21 de septiembre |
| Halcones FC          | 0 - 0 | Deportivo Malacateco    | Estadio Comunal de La Mesilla | 21 de septiembre |

| Deportivo Marquense     | 2 - 0 | Universidad SC       | Estadio Marquesa de la Ensenada | 27 de septiembre |
| Deportivo Coatepeque    | 1 - 1 | Halcones FC          | Estadio Israel Barrios          | 28 de septiembre |
| Deportivo Suchitepéquez | 1 - 2 | Municipal            | Estadio Carlos Salazar Hijo     | 28 de septiembre |
| Comunicaciones FC       | 3 - 3 | Deportivo Petapa     | Estadio Cementos Progreso       | 28 de septiembre |
| Xelajú M.C.             | 3 - 0 | Deportivo Guastatoya | Estadio Mario Camposeco         | 28 de septiembre |
| Deportivo Malacateco    | 0 - 0 | Antigua GFC          | Estadio Santa Lucía             | 28 de septiembre |

| Deportivo Petapa     | 1 - 1 | Xelajú M.C.             | Estadio Julio Armando Cobar   | 4 de octubre |
| Deportivo Coatepeque | 1 - 1 | Deportivo Malacateco    | Estadio Israel Barrios        | 5 de octubre |
| Universidad SC       | 2 - 0 | Comunicaciones FC       | Estadio Revolución            | 5 de octubre |
| Municipal            | 1 - 0 | Deportivo Marquense     | Estadio Manuel Felipe Carrera | 5 de octubre |
| Deportivo Guastatoya | 1 - 1 | Antigua GFC             | Estadio David Cordón Hichos   | 5 de octubre |
| Halcones FC          | 3 - 2 | Deportivo Suchitepéquez | Estadio Comunal de La Mesilla | 5 de octubre |

| Comunicaciones FC       | 1 - 1 | Municipal            | Estadio Mateo Flores            | 8 de octubre |
| Deportivo Malacateco    | 3 - 1 | Deportivo Guastatoya | Estadio Santa Lucía             | 8 de octubre |
| Xelajú M.C.             | 2 -1  | Universidad SC       | Estadio Mario Camposeco         | 8 de octubre |
| Deportivo Marquense     | 4 - 0 | Halcones FC          | Estadio Marquesa de la Ensenada | 8 de octubre |
| Antigua GFC             | 1 - 0 | Deportivo Petapa     | Estadio Pensativo               | 8 de octubre |
| Deportivo Suchitepéquez | 4 - 0 | Deportivo Coatepeque | Estadio Carlos Salazar Hijo     | 8 de octubre |

| Comunicaciones FC    | 1 - 0 | Halcones FC             | Estadio Cementos Progreso       | 11 de octubre |
| Deportivo Marquense  | 3 - 0 | Deportivo Coatepeque    | Estadio Marquesa de la Ensenada | 11 de octubre |
| Deportivo Guastatoya | 1 - 0 | Deportivo Petapa        | Estadio David Cordón Hichos     | 12 de octubre |
| Antigua GFC          | 2 - 2 | Universidad SC          | Estadio Pensativo               | 12 de octubre |
| Deportivo Malacateco | 1 - 1 | Deportivo Suchitepéquez | Estadio Santa Lucía             | 12 de octubre |
| Xelajú M.C.          | 0 - 0 | Municipal               | Estadio Mario Camposeco         | 12 de octubre |

| Deportivo Coatepeque    | 0 - 1 | Comunicaciones FC    | Estadio Israel Barrios        | 18 de octubre |
| Deportivo Petapa        | 3 - 3 | Deportivo Malacateco | Estadio Julio Armando Cobar   | 18 de octubre |
| Universidad SC          | 2 - 1 | Deportivo Guastatoya | Estadio Revolución            | 19 de octubre |
| Halcones FC             | 1 - 2 | Xelajú M.C.          | Estadio Comunal de La Mesilla | 19 de octubre |
| Municipal               | 0 - 0 | Antigua GFC          | Estadio Manuel Felipe Carrera | 19 de octubre |
| Deportivo Suchitepéquez | 2 - 1 | Deportivo Marquense  | Estadio Carlos Salazar Hijo   | 19 de octubre |

| Antigua GFC          | 4 - 2 | Halcones FC             | Estadio Pensativo           | 25 de octubre |
| Deportivo Malacateco | 1 - 0 | Deportivo Marquense     | Estadio Santa Lucía         | 25 de octubre |
| Xelajú M.C.          | 1 - 2 | Deportivo Coatepeque    | Estadio Mario Camposeco     | 25 de octubre |
| Universidad SC       | 2 - 1 | Deportivo Petapa        | Estadio Revolución          | 25 de octubre |
| Comunicaciones FC    | 0 - 1 | Deportivo Suchitepéquez | Estadio Cementos Progreso   | 25 de octubre |
| Deportivo Guastatoya | 2 - 1 | Municipal               | Estadio David Cordón Hichos | 25 de octubre |

| Deportivo Malacateco    | 1 - 1 | Universidad SC       | Estadio Santa Lucía             | 14 de septiembre |
| Municipal               | 4 - 1 | Deportivo Petapa     | Estadio Manuel Felipe Carrera   | 29 de octubre    |
| Deportivo Suchitepéquez | 4 - 1 | Xelajú M.C           | Estadio Carlos Salazar Hijo     | 29 de octubre    |
| Deportivo Marquense     | 1 - 1 | Comunicaciones FC    | Estadio Marquesa de la Ensenada | 29 de octubre    |
| Deportivo Coatepeque    | 0 - 2 | Antigua GFC          | Estadio Israel Barrios          | 29 de octubre    |
| Halcones FC             | 1 - 0 | Deportivo Guastatoya | Estadio Comunal de La Mesilla   | 29 de octubre    |

| Deportivo Petapa     | 6 - 1 | Halcones FC             | Estadio Julio Armando Cobar | 1 de noviembre |
| Xelajú M.C.          | 0 - 1 | Deportivo Marquense     | Estadio Mario Camposeco     | 2 de noviembre |
| Antigua GFC          | 2 - 0 | Deportivo Suchitepéquez | Estadio Pensativo           | 2 de noviembre |
| Universidad SC       | 0 - 1 | Municipal               | Estadio Revolución          | 2 de noviembre |
| Comunicaciones FC    | 1 - 0 | Deportivo Malacateco    | Estadio Cementos Progreso   | 2 de noviembre |
| Deportivo Guastatoya | 1 - 1 | Deportivo Coatepeque    | Estadio David Cordón Hichos | 2 de noviembre |

| Deportivo Suchitepéquez | 1 - 1 | Deportivo Guastatoya | Estadio Carlos Salazar Hijo     | 5 de noviembre |
| Deportivo Coatepeque    | 2 - 0 | Deportivo Petapa     | Estadio Israel Barrios          | 5 de noviembre |
| Comunicaciones FC       | 1 - 0 | Xelajú M.C.          | Estadio Cementos Progreso       | 5 de noviembre |
| Halcones FC             | 1 - 0 | Universidad SC       | Estadio Comunal de La Mesilla   | 5 de noviembre |
| Deportivo Marquense     | 1 - 0 | Antigua GFC          | Estadio Marquesa de la Ensenada | 5 de noviembre |
| Deportivo Malacateco    | 2 - 1 | Municipal            | Estadio Santa Lucía             | 5 de noviembre |

| Deportivo Guastatoya | 0 - 1 | Deportivo Marquense     | Estadio David Cordón Hichos   | 9 de noviembre |
| Deportivo Petapa     | 1 - 0 | Deportivo Suchitepéquez | Estadio Julio Armando Cobar   | 9 de noviembre |
| Antigua GFC          | 0 - 2 | Comunicaciones FC       | Estadio Pensativo             | 9 de noviembre |
| Municipal            | 5 - 1 | Halcones FC             | Estadio Manuel Felipe Carrera | 9 de noviembre |
| Xelajú M.C.          | 0 - 0 | Deportivo Malacateco    | Estadio Mario Camposeco       | 9 de noviembre |
| Universidad SC       | 1 - 1 | Deportivo Coatepeque    | Estadio Revolución            | 9 de noviembre |

| Comunicaciones FC       | 2 - 0 | Deportivo Guastatoya | Estadio Cementos Progreso       | 15 de noviembre |
| Deportivo Suchitepéquez | 2 - 1 | Universidad SC       | Estadio Carlos Salazar Hijo     | 15 de noviembre |
| Deportivo Marquense     | 1 - 0 | Deportivo Petapa     | Estadio Marquesa de la Ensenada | 15 de noviembre |
| Xelajú M.C.             | 1 - 1 | Antigua GFC          | Estadio Mario Camposeco         | 15 de noviembre |
| Deportivo Coatepeque    | 0 - 1 | Municipal            | Estadio Israel Barrios          | 16 de noviembre |
| Deportivo Malacateco    | 2 - 0 | Halcones FC          | Estadio Santa Lucía             | 16 de noviembre |

| Antigua GFC          | 2 - 0 | Deportivo Malacateco    | Estadio Pensativo             | 19 de noviembre |
| Halcones FC          | 3 - 1 | Deportivo Coatepeque    | Estadio Comunal de La Mesilla | 19 de noviembre |
| Universidad SC       | 2 - 0 | Deportivo Marquense     | Estadio Revolución            | 19 de noviembre |
| Municipal            | 3 - 1 | Deportivo Suchitepéquez | Estadio Manuel Felipe Carrera | 19 de noviembre |
| Deportivo Petapa     | 2 - 0 | Comunicaciones FC       | Estadio Julio Armando Cobar   | 19 de noviembre |
| Deportivo Guastatoya | 1 - 0 | Xelajú M.C.             | Estadio David Cordón Hichos   | 19 de noviembre |

| Comunicaciones FC       | 3 - 0 | Universidad SC       | Estadio Cementos Progreso       | 22 de noviembre |
| Deportivo Marquense     | 1 - 1 | Municipal            | Estadio Marquesa de la Ensenada | 22 de noviembre |
| Xelajú M.C.             | 2 - 1 | Deportivo Petapa     | Estadio Mario Camposeco         | 23 de noviembre |
| Deportivo Malacateco    | 0 - 0 | Deportivo Coatepeque | Estadio Santa Lucía             | 23 de noviembre |
| Antigua GFC             | 2 - 0 | Deportivo Guastatoya | Estadio Pensativo               | 23 de noviembre |
| Deportivo Suchitepéquez | 1 - 0 | Halcones FC          | Estadio Carlos Salazar Hijo     | 23 de noviembre |

| Universidad SC       | 1 - 3 | Xelajú M.C.             | Estadio Revolución            | 30 de noviembre |
| Municipal            | 0 - 2 | Comunicaciones FC       | Estadio Manuel Felipe Carrera | 30 de noviembre |
| Deportivo Coatepeque | 0 - 0 | Deportivo Suchitepéquez | Estadio Israel Barrios        | 30 de noviembre |
| Halcones FC          | 1 - 1 | Deportivo Marquense     | Estadio Comunal de La Mesilla | 30 de noviembre |
| Deportivo Petapa     | 1 - 2 | Antigua GFC             | Estadio Julio Armando Cobar   | 30 de noviembre |
| Deportivo Guastatoya | 0 - 0 | Deportivo Malacateco    | Estadio David Cordón Hichos   | 30 de noviembre |

## Evolución de las Posiciones
| Equipo / Jornada | 01 | 02 | 03 | 04 | 05  | 06  | 07   | 08  | 09  | 10  | 11  | 12  | 13  | 14 | 15 | 16 | 17 | 18 | 19 | 20 | 21 | 22 |
| ---------------- | -- | -- | -- | -- | --- | --- | ---- | --- | --- | --- | --- | --- | --- | -- | -- | -- | -- | -- | -- | -- | -- | -- |
| COM              | 6  | 3  | 6  | 4  | 5*  | 2*  | 3**  | 3*  | 4*  | 4   | 4   | 3   | 2   | 2  | 3  | 3  | 2  | 2  | 2  | 3  | 2  | 1  |
| MAR              | 5  | 1  | 1  | 3  | 1   | 1   | 1    | 1   | 1   | 1   | 1   | 1   | 1   | 1  | 1  | 1  | 1  | 1  | 1  | 1  | 1  | 2  |
| MUN              | 2* | 2  | 2  | 5  | 6*  | 8*  | 8**  | 6** | 3** | 2*  | 2*  | 2*  | 3*  | 3  | 2  | 2  | 3  | 3  | 3  | 2  | 3  | 3  |
| SUC              | 3  | 5  | 4  | 7  | 4   | 7   | 7    | 8   | 8   | 8   | 7   | 8   | 7   | 7  | 4  | 5  | 5  | 5  | 5  | 5  | 5  | 4  |
| PET              | 1  | 4  | 3  | 1  | 2*  | 3** | 2**  | 2*  | 2*  | 3   | 3   | 4   | 5   | 6  | 7  | 4  | 4  | 4  | 4  | 4  | 4  | 5  |
| ATG              | 8  | 10 | 10 | 9  | 10  | 11  | 11*  | 12* | 12* | 12  | 11  | 11  | 11  | 10 | 9  | 8  | 9  | 10 | 9  | 7  | 6  | 6  |
| XEL.             | 11 | 8  | 5  | 2  | 3   | 5   | 5    | 7   | 5   | 5   | 5   | 5   | 4   | 4  | 6  | 7  | 7  | 7  | 7  | 9  | 7  | 7  |
| USAC             | 4  | 6  | 7  | 6  | 7*  | 4*  | 4*   | 4   | 6   | 6+  | 6+  | 6+  | 6+  | 5+ | 5  | 6  | 6  | 6  | 8  | 6  | 8  | 8  |
| MAL              | 10 | 7  | 9  | 10 | 11* | 10* | 10*  | 9+  | 9+  | 9+  | 9+  | 9+  | 9+  | 9+ | 10 | 10 | 10 | 8  | 6  | 8  | 9  | 9  |
| GTY              | 12 | 9  | 8  | 8  | 8   | 6   | 6    | 5   | 7   | 7   | 8   | 7   | 8   | 8  | 8  | 9  | 8  | 9  | 10 | 10 | 10 | 10 |
| HAL              | 7  | 11 | 11 | 11 | 12* | 12* | 12** | 10* | 10* | 10* | 10* | 10* | 10* | 11 | 11 | 11 | 11 | 11 | 11 | 11 | 11 | 11 |
| COA              | 9  | 12 | 12 | 12 | 9   | 9*  | 9*   | 11* | 11* | 11  | 12  | 12  | 12  | 12 | 12 | 12 | 12 | 12 | 12 | 12 | 12 | 12 |

| * Con un partido pendiente
| ** Con dos partidos pendientes
| + Con un partido más

## Líderes individuales

### Trofeo Juan Carlos Plata
| N.º          | Jugador           | Goles | Penales          | Equipo                                |
| ------------ | ----------------- | ----- | ---------------- | ------------------------------------- |
|              | Carlos Ruiz       | 12    | 2                | Club Social y Deportivo Municipal     |
| Wilber Pérez | 12                | 1     | Deportivo Petapa |                                       |
| 3            | Emiliano Lopéz    | 11    | 2                | Club Social y Deportivo Suchitepéquez |
| 3            | Fernando Gallo    | 11    | 0                | Halcones Fútbol Club                  |
| 5            | Rolando Blackburn | 10    | 0                | Comunicaciones Fútbol Club            |

### Trofeo Josue Danny Ortiz
| N.º | Jugador             | Partidos | Goles | Promedio | Equipo                            |
| --- | ------------------- | -------- | ----- | -------- | --------------------------------- |
|     | Juan José Paredes   | 18.50    | 13    | 0.70     | Comunicaciones Fútbol Club        |
| 2   | Marvin Barrios      | 17       | 12    | 0.71     | Deportivo Marquense               |
| 3   | Víctor Manuel Ayala | 16       | 13    | 0.81     | Antigua GFC                       |
| 4   | Santiago Morandi    | 17.66    | 16    | 0.91     | Club Social y Deportivo Municipal |

## Fase final
|  | Repechaje a Semifinal | Repechaje a Semifinal | Repechaje a Semifinal | Repechaje a Semifinal | Repechaje a Semifinal |  |  | Semifinales | Semifinales    | Semifinales | Semifinales | Semifinales |  |  | Final | Final          | Final | Final | Final |
|  |                       |                       |                       |                       |                       |  |  |             |                |             |             |             |  |  |       |                |       |       |       |
|  |                       |                       |                       |                       |                       |  |  | 1           | Comunicaciones | 1           | 1           | 2           |  |  |       |                |       |       |       |
|  | 4                     | Suchitepéquez         | 1                     | 3                     | 4                     |  |  | 4           | Suchitepéquez  | 1           | 0           | 1           |  |  |       |                |       |       |       |
|  | 5                     | Deportivo Petapa      | 2                     | 0                     | 2                     |  |  |             |                |             |             |             |  |  | 1     | Comunicaciones | 1     | 2     | 3     |
|  |                       |                       |                       |                       |                       |  |  |             |                |             |             |             |  |  | 3     | Municipal      | 1     | 1     | 2     |
|  |                       |                       |                       |                       |                       |  |  | 2           | Marquense      | 0           | 1           | 1           |  |  |       |                |       |       |       |
|  | 3                     | Municipal             | 1                     | 1                     | 2                     |  |  | 3           | Municipal      | 3           | 2           | 5           |  |  |       |                |       |       |       |
|  | 6                     | Antigua GFC           | 1                     | 0                     | 1                     |  |  |             |                |             |             |             |  |  |       |                |       |       |       |

### Repechajes a Semifinal
| 3 de diciembre de 2014 - 15:15 | Antigua GFC      | 1:1     | Municipal             | Estadio Pensativo, Antigua Guatemala |                           |
|                                | Roberto Peña 34' | Reporte | Claudio Albizuris 43' | Árbitro(s): Mario Escobar            | Árbitro(s): Mario Escobar |

| 6 de diciembre de 2014 - 15:00                    | Municipal            | 1:0     | Antigua GFC | Estadio Manuel Felipe Carrera, Ciudad de Guatemala |                                      |
|                                                   | Kevin Santamaría 45' | Reporte |             | Árbitro(s): Oscar David Reyna Möller               | Árbitro(s): Oscar David Reyna Möller |
| Municipal avanza con un marcador 2:1 en el global |                      |         |             |                                                    |                                      |

| 4 de diciembre de 2014 - 20:00 | Deportivo Petapa                         | 2:1     | Deportivo Suchitepéquez | Estadio Julio Armando Cobar, San Miguel Petapa |                               |
|                                | Adrián Apellaniz 88' · Marbel Aragón 90' | Reporte | Emiliano López 34'      | Árbitro(s): Ruben Castellanos                  | Árbitro(s): Ruben Castellanos |

| 7 de diciembre de 2014 - 15:45                                  | Deportivo Suchitepéquez                                                 | 3:0     | Deportivo Petapa | Estadio Carlos Salazar Hijo, Mazatenango |                              |
|                                                                 | Pablo Junior Barros 53' · Hugo Ernesto Prieto 66' · German Esquivel 85' | Reporte |                  | Árbitro(s): Jonathan Polanco             | Árbitro(s): Jonathan Polanco |
| Deportivo Suchitepéquez avanzó con un marcador 4:2 en el global |                                                                         |         |                  |                                          |                              |

### Semifinales
| 11 de diciembre de 2014 - 12:00 | Deportivo Suchitepéquez | 1:1     | Comunicaciones   | Estadio Carlos Salazar Hijo, Mazatenango |                           |
|                                 | Luis Mora 46'           | Reporte | Joel Benítez 76' | Árbitro(s): Mario Escobar                | Árbitro(s): Mario Escobar |

| 13 de diciembre de 2014 - 16:00        | Comunicaciones        | 1:0     | Deportivo Suchitepéquez | Estadio Mateo Flores, Ciudad de Guatemala |                                |
|                                        | Rolando Blackburn 36' | Reporte |                         | Árbitro(s): Juan Carlos Guerra            | Árbitro(s): Juan Carlos Guerra |
| Comunicaciones avanza a la final (2:1) |                       |         |                         |                                           |                                |

| 11 de diciembre de 2014 - 12:30 | Municipal                                                                  | 3:0     | Deportivo Marquense | Estadio Manuel Felipe Carrera, Ciudad de Guatemala |                              |
|                                 | Maximiliano Callorda 40' · Kevin Santamaría 43' · Maximiliano Callorda 71' | Reporte |                     | Árbitro(s): Jonathan Polanco                       | Árbitro(s): Jonathan Polanco |

| 14 de diciembre de 2014 - 18:00   | Deportivo Marquense | 1:2     | Municipal                           | Estadio Marquesa de la Ensenada, San Marcos |                         |
|                                   | Kevin Norales 59'   | Reporte | Hamilton López 5' · Osmar López 39' | Árbitro(s): Oscar Reyna                     | Árbitro(s): Oscar Reyna |
| Municipal avanza a la final (1:5) |                     |         |                                     |                                             |                         |

### Final - Ida
| 1     | POR   | Santiago Morandi     |     |
| 7     | DEF   | Claudio Albizuris    |     |
| 26    | DEF   | Cristian Jiménez     |     |
| 3     | DEF   | Hamilton López       |     |
| 6     | DEF   | José Pinto           |     |
| 27    | DEF   | Jaime Vides          | 88' |
| 10    | MED   | Kevin Santamaría     | 83' |
| 16    | MED   | Sergio Trujillo      | 58' |
| 24    | MED   | Marco Rivas          |     |
| 25    | DEL   | Maximiliano Callorda |     |
| 20    | DEL   | Carlos Ruíz          |     |
| D. T. | D. T. | Manuel Keosseian     |     |

| 30    | POR   | Juan José Paredes        |     |
| 28    | DEF   | Joel Benítez             |     |
| 13    | DEF   | Carlos Castrillo         |     |
| 14    | DEF   | Rubén Darío Morales      |     |
| 12    | MED   | Jonathan Márquez         | 81' |
| 25    | MED   | Jorge Aparicio           |     |
| 10    | MED   | José Manuel Contreras    |     |
| 29    | MED   | Carlos Fernando Figueroa |     |
| 24    | MED   | Kendell Herrarte         | 67' |
| 9     | DEL   | Agustín Herrera          | 60' |
| 11    | DEL   | Rolando Blackburn        |     |
| D. T. | D. T. | William Coito Olivera    |     |

| 77 | Centrocampista | Osmar López  | 58' |
| 19 | Centrocampista | Marvin Ávila | 83' |
| 2  | Defensa        | Luis Cardona | 88' |

| 77 | Centrocampista | Jairo Arreola   | 60' |
| 6  | Centrocampista | Carlos Mejía    | 67' |
| 27 | Centrocampista | Marvin Ceballos | 81' |

| 64' | Maximiliano Callorda | 1:0 |

| 69' | Joel Benítez | 1:1 |

| 42' · 70' · 89' | Sergio Trujillo Hamilton López Claudio Albizuris |

| 58' · 89' | Joel Benítez Rolando Blackburn |

| Principal  | Mario Escobar    |
| Asistentes | Hermenérito Leal |
|            | Juan Lemus       |
| Cuarto     | Oscar Reyna      |

| 1     | POR   | Santiago Morandi     |     |
| 7     | DEF   | Claudio Albizuris    |     |
| 26    | DEF   | Cristian Jiménez     |     |
| 3     | DEF   | Hamilton López       |     |
| 6     | DEF   | José Pinto           |     |
| 27    | DEF   | Jaime Vides          | 88' |
| 10    | MED   | Kevin Santamaría     | 83' |
| 16    | MED   | Sergio Trujillo      | 58' |
| 24    | MED   | Marco Rivas          |     |
| 25    | DEL   | Maximiliano Callorda |     |
| 20    | DEL   | Carlos Ruíz          |     |
| D. T. | D. T. | Manuel Keosseian     |     |

| 30    | POR   | Juan José Paredes        |     |
| 28    | DEF   | Joel Benítez             |     |
| 13    | DEF   | Carlos Castrillo         |     |
| 14    | DEF   | Rubén Darío Morales      |     |
| 12    | MED   | Jonathan Márquez         | 81' |
| 25    | MED   | Jorge Aparicio           |     |
| 10    | MED   | José Manuel Contreras    |     |
| 29    | MED   | Carlos Fernando Figueroa |     |
| 24    | MED   | Kendell Herrarte         | 67' |
| 9     | DEL   | Agustín Herrera          | 60' |
| 11    | DEL   | Rolando Blackburn        |     |
| D. T. | D. T. | William Coito Olivera    |     |

| 77 | Centrocampista | Osmar López  | 58' |
| 19 | Centrocampista | Marvin Ávila | 83' |
| 2  | Defensa        | Luis Cardona | 88' |

| 77 | Centrocampista | Jairo Arreola   | 60' |
| 6  | Centrocampista | Carlos Mejía    | 67' |
| 27 | Centrocampista | Marvin Ceballos | 81' |

| 64' | Maximiliano Callorda | 1:0 |

| 69' | Joel Benítez | 1:1 |

| 42' · 70' · 89' | Sergio Trujillo Hamilton López Claudio Albizuris |

| 58' · 89' | Joel Benítez Rolando Blackburn |

| Principal  | Mario Escobar    |
| Asistentes | Hermenérito Leal |
|            | Juan Lemus       |
| Cuarto     | Oscar Reyna      |

| 1     | POR   | Santiago Morandi     |     |
| 7     | DEF   | Claudio Albizuris    |     |
| 26    | DEF   | Cristian Jiménez     |     |
| 3     | DEF   | Hamilton López       |     |
| 6     | DEF   | José Pinto           |     |
| 27    | DEF   | Jaime Vides          | 88' |
| 10    | MED   | Kevin Santamaría     | 83' |
| 16    | MED   | Sergio Trujillo      | 58' |
| 24    | MED   | Marco Rivas          |     |
| 25    | DEL   | Maximiliano Callorda |     |
| 20    | DEL   | Carlos Ruíz          |     |
| D. T. | D. T. | Manuel Keosseian     |     |

| 30    | POR   | Juan José Paredes        |     |
| 28    | DEF   | Joel Benítez             |     |
| 13    | DEF   | Carlos Castrillo         |     |
| 14    | DEF   | Rubén Darío Morales      |     |
| 12    | MED   | Jonathan Márquez         | 81' |
| 25    | MED   | Jorge Aparicio           |     |
| 10    | MED   | José Manuel Contreras    |     |
| 29    | MED   | Carlos Fernando Figueroa |     |
| 24    | MED   | Kendell Herrarte         | 67' |
| 9     | DEL   | Agustín Herrera          | 60' |
| 11    | DEL   | Rolando Blackburn        |     |
| D. T. | D. T. | William Coito Olivera    |     |

| 77 | Centrocampista | Osmar López  | 58' |
| 19 | Centrocampista | Marvin Ávila | 83' |
| 2  | Defensa        | Luis Cardona | 88' |

| 77 | Centrocampista | Jairo Arreola   | 60' |
| 6  | Centrocampista | Carlos Mejía    | 67' |
| 27 | Centrocampista | Marvin Ceballos | 81' |

| 64' | Maximiliano Callorda | 1:0 |

| 69' | Joel Benítez | 1:1 |

| 42' · 70' · 89' | Sergio Trujillo Hamilton López Claudio Albizuris |

| 58' · 89' | Joel Benítez Rolando Blackburn |

| Principal  | Mario Escobar    |
| Asistentes | Hermenérito Leal |
|            | Juan Lemus       |
| Cuarto     | Oscar Reyna      |

| 1     | POR   | Santiago Morandi     |     |
| 7     | DEF   | Claudio Albizuris    |     |
| 26    | DEF   | Cristian Jiménez     |     |
| 3     | DEF   | Hamilton López       |     |
| 6     | DEF   | José Pinto           |     |
| 27    | DEF   | Jaime Vides          | 88' |
| 10    | MED   | Kevin Santamaría     | 83' |
| 16    | MED   | Sergio Trujillo      | 58' |
| 24    | MED   | Marco Rivas          |     |
| 25    | DEL   | Maximiliano Callorda |     |
| 20    | DEL   | Carlos Ruíz          |     |
| D. T. | D. T. | Manuel Keosseian     |     |

| 30    | POR   | Juan José Paredes        |     |
| 28    | DEF   | Joel Benítez             |     |
| 13    | DEF   | Carlos Castrillo         |     |
| 14    | DEF   | Rubén Darío Morales      |     |
| 12    | MED   | Jonathan Márquez         | 81' |
| 25    | MED   | Jorge Aparicio           |     |
| 10    | MED   | José Manuel Contreras    |     |
| 29    | MED   | Carlos Fernando Figueroa |     |
| 24    | MED   | Kendell Herrarte         | 67' |
| 9     | DEL   | Agustín Herrera          | 60' |
| 11    | DEL   | Rolando Blackburn        |     |
| D. T. | D. T. | William Coito Olivera    |     |

| 77 | Centrocampista | Osmar López  | 58' |
| 19 | Centrocampista | Marvin Ávila | 83' |
| 2  | Defensa        | Luis Cardona | 88' |

| 77 | Centrocampista | Jairo Arreola   | 60' |
| 6  | Centrocampista | Carlos Mejía    | 67' |
| 27 | Centrocampista | Marvin Ceballos | 81' |

| 64' | Maximiliano Callorda | 1:0 |

| 69' | Joel Benítez | 1:1 |

| 42' · 70' · 89' | Sergio Trujillo Hamilton López Claudio Albizuris |

| 58' · 89' | Joel Benítez Rolando Blackburn |

| Principal  | Mario Escobar    |
| Asistentes | Hermenérito Leal |
|            | Juan Lemus       |
| Cuarto     | Oscar Reyna      |

### Final - Vuelta
| 30    | POR   | Juan José Paredes        |     |
| 28    | DEF   | Joel Benítez             |     |
| 13    | DEF   | Carlos Castrillo         |     |
| 3     | DEF   | Wilson Lalín             |     |
| 12    | MED   | Jonathan Márquez         |     |
| 25    | MED   | Jorge Aparicio           |     |
| 10    | MED   | José Manuel Contreras    | 72' |
| 29    | MED   | Carlos Fernando Figueroa | 55' |
| 24    | MED   | Kendell Herrarte         |     |
| 11    | DEL   | Agustín Herrera          |     |
| 9     | DEL   | Rolando Blackburn        | 80' |
| D. T. | D. T. | William Coito Olivera    |     |

| 1     | POR   | Santiago Morandi     |     |
| 3     | DEF   | Hamilton López       |     |
| 7     | DEF   | Claudio Albizuris    |     |
| 6     | DEF   | José Pinto           |     |
| 26    | DEF   | Cristian Jiménez     |     |
| 10    | MED   | Kevin Santamaría     |     |
| 16    | MED   | Sergio Trujillo      | 82' |
| 24    | MED   | Marco Rivas          |     |
| 19    | MED   | Marvin Ávila         | 44' |
| 25    | DEL   | Maximiliano Callorda |     |
| 20    | DEL   | Carlos Ruíz          | 65' |
| D. T. | D. T. | Manuel Keosseian     |     |

| 6  | Centrocampista | Carlos Mejía  | 55' |
| 77 | Centrocampista | Jairo Arreola | 72' |
| 8  | Delantero      | Paolo Suárez  | 80' |

| 99 | Centrocampista | Hessler Archila | 44'   |
| 9  | Delantero      | Darwin Oliva    | 65'   |
| 77 | Centrocampista | Osmar Lopéz     | Entró |

| 4' · 25' | Agustín Herrera | 1:0 2:0 |

| 71' | Cristian Jiménez | 2:1 |

| 22' · 23' · 50' · 64' · 70' · 83' · 84' · 89' · 91' | Carlos Fernando Figueroa Kendell Herrarte Carlos Castrillo Wilson Lalín Jorge Aparicio Jean Márquez Carlos Mejía Jairo Arreola Juan José Paredes |

| 22' · 23' · 35' · 45' · 49' · 58' · 89' | Kevin Santamaría Claudio Albizuris José Pinto Hamilton López Hessler Archila Carlos Ruiz Maximiliano Callorda |

| Principal  | Juan Carlos Guerra |
| Asistentes | René Ochoa         |
|            | Gustavo Mejía      |
| Cuarto     | Oswaldo Aldana     |

| 30    | POR   | Juan José Paredes        |     |
| 28    | DEF   | Joel Benítez             |     |
| 13    | DEF   | Carlos Castrillo         |     |
| 3     | DEF   | Wilson Lalín             |     |
| 12    | MED   | Jonathan Márquez         |     |
| 25    | MED   | Jorge Aparicio           |     |
| 10    | MED   | José Manuel Contreras    | 72' |
| 29    | MED   | Carlos Fernando Figueroa | 55' |
| 24    | MED   | Kendell Herrarte         |     |
| 11    | DEL   | Agustín Herrera          |     |
| 9     | DEL   | Rolando Blackburn        | 80' |
| D. T. | D. T. | William Coito Olivera    |     |

| 1     | POR   | Santiago Morandi     |     |
| 3     | DEF   | Hamilton López       |     |
| 7     | DEF   | Claudio Albizuris    |     |
| 6     | DEF   | José Pinto           |     |
| 26    | DEF   | Cristian Jiménez     |     |
| 10    | MED   | Kevin Santamaría     |     |
| 16    | MED   | Sergio Trujillo      | 82' |
| 24    | MED   | Marco Rivas          |     |
| 19    | MED   | Marvin Ávila         | 44' |
| 25    | DEL   | Maximiliano Callorda |     |
| 20    | DEL   | Carlos Ruíz          | 65' |
| D. T. | D. T. | Manuel Keosseian     |     |

| 6  | Centrocampista | Carlos Mejía  | 55' |
| 77 | Centrocampista | Jairo Arreola | 72' |
| 8  | Delantero      | Paolo Suárez  | 80' |

| 99 | Centrocampista | Hessler Archila | 44'   |
| 9  | Delantero      | Darwin Oliva    | 65'   |
| 77 | Centrocampista | Osmar Lopéz     | Entró |

| 4' · 25' | Agustín Herrera | 1:0 2:0 |

| 71' | Cristian Jiménez | 2:1 |

| 22' · 23' · 50' · 64' · 70' · 83' · 84' · 89' · 91' | Carlos Fernando Figueroa Kendell Herrarte Carlos Castrillo Wilson Lalín Jorge Aparicio Jean Márquez Carlos Mejía Jairo Arreola Juan José Paredes |

| 22' · 23' · 35' · 45' · 49' · 58' · 89' | Kevin Santamaría Claudio Albizuris José Pinto Hamilton López Hessler Archila Carlos Ruiz Maximiliano Callorda |

| Principal  | Juan Carlos Guerra |
| Asistentes | René Ochoa         |
|            | Gustavo Mejía      |
| Cuarto     | Oswaldo Aldana     |

| 30    | POR   | Juan José Paredes        |     |
| 28    | DEF   | Joel Benítez             |     |
| 13    | DEF   | Carlos Castrillo         |     |
| 3     | DEF   | Wilson Lalín             |     |
| 12    | MED   | Jonathan Márquez         |     |
| 25    | MED   | Jorge Aparicio           |     |
| 10    | MED   | José Manuel Contreras    | 72' |
| 29    | MED   | Carlos Fernando Figueroa | 55' |
| 24    | MED   | Kendell Herrarte         |     |
| 11    | DEL   | Agustín Herrera          |     |
| 9     | DEL   | Rolando Blackburn        | 80' |
| D. T. | D. T. | William Coito Olivera    |     |

| 1     | POR   | Santiago Morandi     |     |
| 3     | DEF   | Hamilton López       |     |
| 7     | DEF   | Claudio Albizuris    |     |
| 6     | DEF   | José Pinto           |     |
| 26    | DEF   | Cristian Jiménez     |     |
| 10    | MED   | Kevin Santamaría     |     |
| 16    | MED   | Sergio Trujillo      | 82' |
| 24    | MED   | Marco Rivas          |     |
| 19    | MED   | Marvin Ávila         | 44' |
| 25    | DEL   | Maximiliano Callorda |     |
| 20    | DEL   | Carlos Ruíz          | 65' |
| D. T. | D. T. | Manuel Keosseian     |     |

| 6  | Centrocampista | Carlos Mejía  | 55' |
| 77 | Centrocampista | Jairo Arreola | 72' |
| 8  | Delantero      | Paolo Suárez  | 80' |

| 99 | Centrocampista | Hessler Archila | 44'   |
| 9  | Delantero      | Darwin Oliva    | 65'   |
| 77 | Centrocampista | Osmar Lopéz     | Entró |

| 4' · 25' | Agustín Herrera | 1:0 2:0 |

| 71' | Cristian Jiménez | 2:1 |

| 22' · 23' · 50' · 64' · 70' · 83' · 84' · 89' · 91' | Carlos Fernando Figueroa Kendell Herrarte Carlos Castrillo Wilson Lalín Jorge Aparicio Jean Márquez Carlos Mejía Jairo Arreola Juan José Paredes |

| 22' · 23' · 35' · 45' · 49' · 58' · 89' | Kevin Santamaría Claudio Albizuris José Pinto Hamilton López Hessler Archila Carlos Ruiz Maximiliano Callorda |

| Principal  | Juan Carlos Guerra |
| Asistentes | René Ochoa         |
|            | Gustavo Mejía      |
| Cuarto     | Oswaldo Aldana     |

| 30    | POR   | Juan José Paredes        |     |
| 28    | DEF   | Joel Benítez             |     |
| 13    | DEF   | Carlos Castrillo         |     |
| 3     | DEF   | Wilson Lalín             |     |
| 12    | MED   | Jonathan Márquez         |     |
| 25    | MED   | Jorge Aparicio           |     |
| 10    | MED   | José Manuel Contreras    | 72' |
| 29    | MED   | Carlos Fernando Figueroa | 55' |
| 24    | MED   | Kendell Herrarte         |     |
| 11    | DEL   | Agustín Herrera          |     |
| 9     | DEL   | Rolando Blackburn        | 80' |
| D. T. | D. T. | William Coito Olivera    |     |

| 1     | POR   | Santiago Morandi     |     |
| 3     | DEF   | Hamilton López       |     |
| 7     | DEF   | Claudio Albizuris    |     |
| 6     | DEF   | José Pinto           |     |
| 26    | DEF   | Cristian Jiménez     |     |
| 10    | MED   | Kevin Santamaría     |     |
| 16    | MED   | Sergio Trujillo      | 82' |
| 24    | MED   | Marco Rivas          |     |
| 19    | MED   | Marvin Ávila         | 44' |
| 25    | DEL   | Maximiliano Callorda |     |
| 20    | DEL   | Carlos Ruíz          | 65' |
| D. T. | D. T. | Manuel Keosseian     |     |

| 6  | Centrocampista | Carlos Mejía  | 55' |
| 77 | Centrocampista | Jairo Arreola | 72' |
| 8  | Delantero      | Paolo Suárez  | 80' |

| 99 | Centrocampista | Hessler Archila | 44'   |
| 9  | Delantero      | Darwin Oliva    | 65'   |
| 77 | Centrocampista | Osmar Lopéz     | Entró |

| 4' · 25' | Agustín Herrera | 1:0 2:0 |

| 71' | Cristian Jiménez | 2:1 |

| 22' · 23' · 50' · 64' · 70' · 83' · 84' · 89' · 91' | Carlos Fernando Figueroa Kendell Herrarte Carlos Castrillo Wilson Lalín Jorge Aparicio Jean Márquez Carlos Mejía Jairo Arreola Juan José Paredes |

| 22' · 23' · 35' · 45' · 49' · 58' · 89' | Kevin Santamaría Claudio Albizuris José Pinto Hamilton López Hessler Archila Carlos Ruiz Maximiliano Callorda |

| Principal  | Juan Carlos Guerra |
| Asistentes | René Ochoa         |
|            | Gustavo Mejía      |
| Cuarto     | Oswaldo Aldana     |

|                                    |
| Comunicaciones Campeón 29° Título. |
|                                    |